# Honda MDX

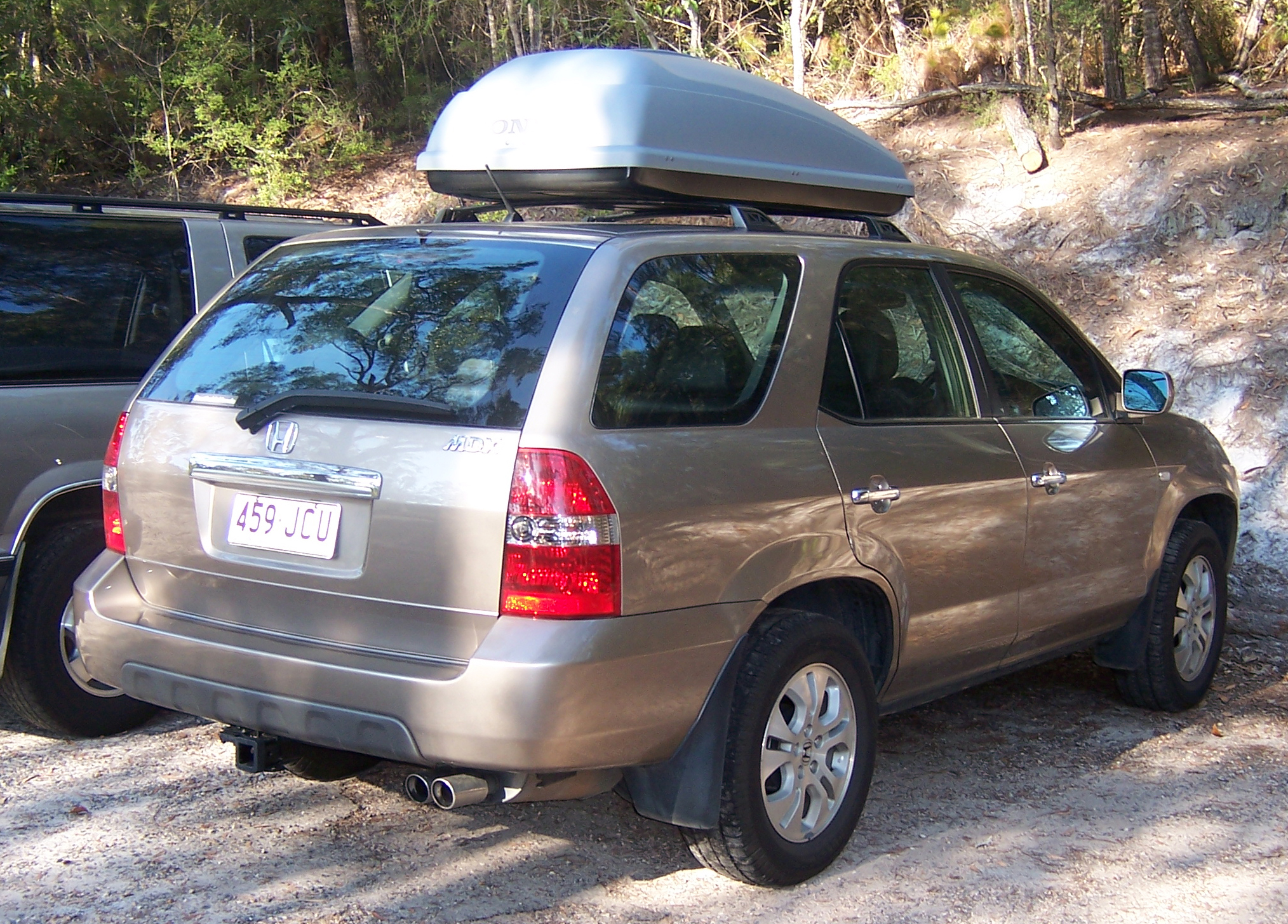
Tył Hondy MDX

Honda MDX – samochód sportowo-użytkowy produkowany przez japońską markę Honda w amerykańskim oddziale Hondy w kanadyjskiej w fabryce Acury na bazie pierwszej generacji Acury MDX od 2003 do 2006 roku.